# Brännselet
Brännselet är en sjö i Skellefteå kommun i Västerbotten och ingår i Rickleåns huvudavrinningsområde. Sjön har en area på 0,0973 kvadratkilometer och ligger 252,6 meter över havet. Sjön avvattnas av vattendraget Sikån.

## Delavrinningsområde
Brännselet ingår i det delavrinningsområde (717773-169264) som SMHI kallar för Ovan Grantjärnbäcken. Medelhöjden är 257 meter över havet och ytan är 1,7 kvadratkilometer. Räknas de 33 avrinningsområdena uppströms in blir den ackumulerade arean 245,4 kvadratkilometer. Sikån som avvattnar avrinningsområdet har biflödesordning 2, vilket innebär att vattnet flödar genom totalt 2 vattendrag innan det når havet efter 103 kilometer. Avrinningsområdet består mestadels av skog (38 procent) och sankmarker (54 procent). Avrinningsområdet har 0,12 kvadratkilometer vattenytor vilket ger det en sjöprocent på 7,2 procent.